# オリンピックのブルネイ選手団
オリンピックのブルネイ選手団（オリンピックのブルネイせんしゅだん）は、1988年ソウルオリンピックで初出場。この大会では役員のみを派遣し、選手は派遣されなかった。選手が派遣されたのは1996年アトランタオリンピックからである。その後、夏季大会では3大会連続で参加したが、2008年北京オリンピックでは選手登録のミスで参加ができなかった。現在、冬季大会には一度も参加していない。また、これまでにメダルを獲得したブルネイ選手はいない。
ブルネイの国内オリンピック委員会であるブルネイオリンピック評議会は1984年に設立。同年、国際オリンピック委員会に承認された。

## メダル獲得数一覧

### 夏季オリンピック
| 大会名                | 金     | 銀     | 銅     | 計     |
| 1996 アトランタ       | 0      | 0      | 0      | 0      |
| 2000 シドニー         | 0      | 0      | 0      | 0      |
| 2004 アテネ           | 0      | 0      | 0      | 0      |
| 2008 北京             | 不参加 | 不参加 | 不参加 | 不参加 |
| 2012 ロンドン         | 0      | 0      | 0      | 0      |
| 2016 リオデジャネイロ | 0      | 0      | 0      | 0      |
| 2020 東京             | 0      | 0      | 0      | 0      |
| 2024 パリ             | 0      | 0      | 0      | 0      |
| 合計                  | 0      | 0      | 0      | 0      |